# Райан, Джерри (футболист)
Джерри Райан (англ. Gerry Ryan; 4 октября 1955, Дублин — 15 октября 2023) — ирландский футболист.

## Биография

### Карьера игрока
Начал карьеру на родине в клубе «Богемиан», за который отыграл два сезона, выиграв в составе этой команды чемпионат и Кубок Ирландии. Затем он переехал в Англию, где играл за «Дерби Каунти» (1977—1978) и «Брайтон энд Хоув Альбион» (1979—1985), в составе которого прошла его основная карьера. В сезоне 1982/83 «чайки» дошли до финала Кубка Англии, где по сумме двух матчей уступили «Манчестер Юнайтед» (2:2 и 0:4).
Завершил карьеру в 1985 году после перелома ноги, полученной в результате подката защитника «Кристал Пэлас» Генри Хьютона.
За сборную Ирландии сыграл 18 матчей.

### Смерть
Скончался 15 октября 2023 года на 69-м году жизни.

## Достижения
«Богемиан»
- Чемпион Ирландии (1): 1974/75
- Обладатель Кубка Ирландии (1): 1975/76